# Iad va-Xem

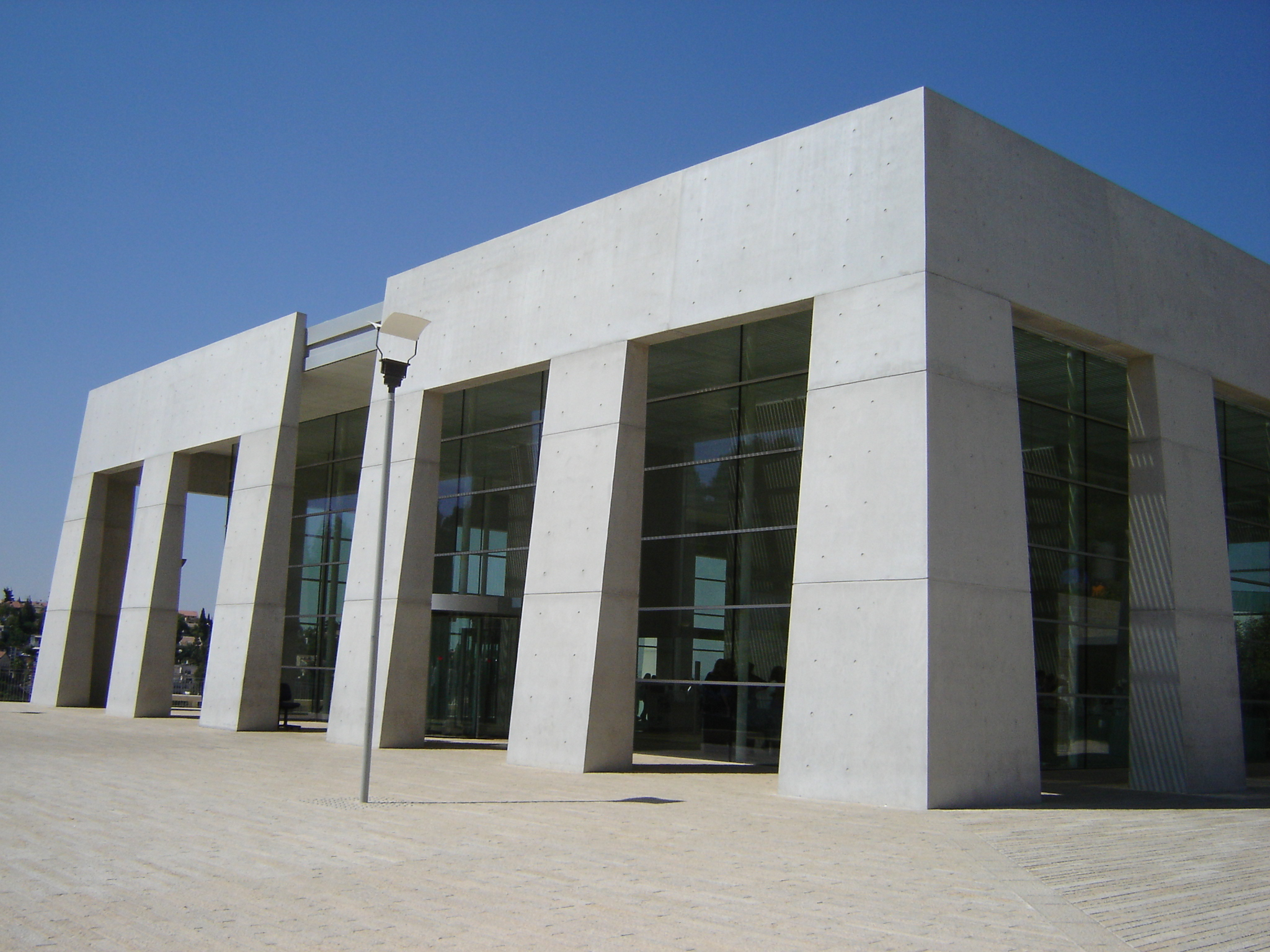
Vista exterior de l'entrada al museu

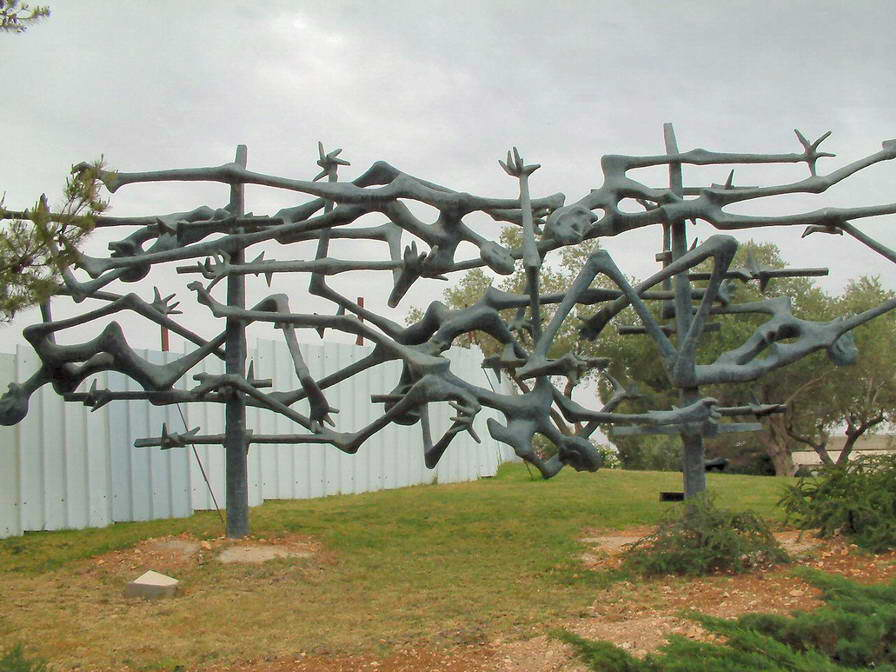
Una de les escultures en memòria de les víctimes de l'Holocaust

El Memorial Iad va-Xem (transcrit Yad Vashem a Israel), conegut popularment com a Museu de l'Holocaust de Jerusalem (en hebreu: יָד וָשֵׁם, «monument commemoratiu»; apòcope del seu nom complet, "Iad va-Xem, l'Ens per al Record dels Màrtirs i Herois de l'Holocaust"), és la institució oficial israeliana constituïda en memòria de les víctimes de l'Holocaust, acte perpetrat pels nazis contra els jueus durant la Segona Guerra Mundial. El setembre de 2007 fou guardonat amb el Premi Príncep d'Astúries de la Concòrdia. El lloc està situat en el Bosc de Jerusalem en el vessant occidental de la muntanya Herzl ("la muntanya del Record"). El museu és a 804 metres (2.638 peus) sobre el nivell del mar.

## Origen
La institució fou creada per una llei de la Kenésset (Parlament d'Israel) l'any 1953 en l'anomenada "Llei del memorial" i té la seu al sud-oest de la ciutat de Jerusalem, concretament a Har ha-Zikaron. El seu nom prové de les paraules del profeta Isaïes, en les quals apareix "iad va-xem" (literalment "un memorial i un nom") traduït en català per "una estela que porti inscrit el seu nom". "Manaré que li erigeixin dins els murs del meu temple una estela que porti inscrit el seu nom. Això serà per a ell millor que tenir fills i filles. Serà etern el seu nom, res no el podrà esborrar. Isaïes 56,5
El memorial consta de diversos edificis: una càmera de la memòria, un museu històric, una galeria d'art, els arxius, la Vall de les Comunitats destruïdes, la sala dels noms, el memorial dels nens i un centre educatiu. Edificat entre 1953 i 1955, l'edifici actual del museu data de l'any 2005 i és obra de Moshe Safdie. L'arxiu conté més de 62 milions de documents, 267.500 fotografies i milers de cintes de vídeo, així com més de 100.000 títols en la seva biblioteca.

## Descripció
Situat a Jerusalem és, junt al Museu Commemoratiu de l'Holocaust dels Estats Units i el Memorial de la Xoà de París, la institució més important del món que vetlla pel record de l'extermini massiu dels jueus durant la Segona Guerra Mundial. Creat l'any 1953, el Iad va-Xem no ha deixat mai de créixer. Més enllà de les seves tasques com a museu i com a lloc commemoratiu, té una important funció investigadora en tots els camps (fonts orals, fonts documentals, difusió i potenciació de recerques...) i de pedagogia social, ja que difon coneixement dins de xarxes israelianes i mundials de biblioteques, arxius, centres de documentació, escoles... Com a museu, la primera exposició es va fer a la dècada dels 60 i no ha parat de créixer. El 2005 es va inaugurar el Nou Complex Museològic que agrupa el Centre Visual (audiovisuals, testimonis...), el Centre d'Aprenentatge (missions pedagògiques, formació...), i la Sinagoga en record del patrimoni religiós jueu destruït i com a espai íntim per a les persones de religió jueva.
A banda d'això, el Museu de la història de l'Holocaust és l'exposició permanent del Iad va-Xem, amb 4.000 metres quadrats que agrupen des de contextualitzacions històriques i objectes a testimonis i fotografies en un immens espai expositiu. Més enllà encara, el Museu d'Art de l'Holocaust conté creacions artístiques al voltant de l'horror de l'extermini i el Pavelló d'Exhibicions permet donar cabuda a les exposicions temporals. Amb la voluntat de recordar totes les víctimes, existeix l'anomenat Santuari dels Noms, on figuren les dades de les víctimes de l'Holocaust, i en record dels que van ajudar a escapar de l'horror de l'extermini a persones jueves hi ha el Jardí del Justos. El Iad va-Xem és un espai de dimensions desbordants, però cal no oblidar la seva important tasca investigadora i recopiladora d'informació: nogensmenys, el Iad va-Xem acull el Centre Mundial per a la Documentació de l'Holocaust que és, sens dubte, el centre de documentació més important i amb més fons sobre l'Holocaust de tot el món.

## Història
Si bé s'anomena holocaust l'extermini contra races diferents a l'ària, dissidents polítics i religiosos a Europa, homosexuals, etcètera, el poble jueu anomena l'extermini cap al seu propi col·lectiu amb el nom de xoà (per exemple, els gitanos anomenen porrajmos el seu propi extermini). Xoà és el terme hebreu que significa “catàstrofe” i que ha pres el significat de genocidi contra el poble jueu durant la Segona Guerra Mundial. Aproximadament tres quartes parts de la població jueva dels països ocupats pels nazis durant la Segona Guerra Mundial fou assassinada (sobretot en els camps d'extermini), i el nombre total de morts s'acosta als sis milions.
Aquesta barbàrie, que entre altres coses va suposar la pràctica desaparició de les formes de vida jueves a Europa, té unes arrels i unes conseqüències molt profundes. D'una banda, l'odi als jueus ja és present des de l'Edat Mitjana a Europa (per exemple, els Reis Catòlics van ordenar-ne l'expulsió d'Espanya el 1492); i a partir del segle xix, amb el creixement del nacionalisme i del racisme, aquest odi se situa en un nou esglaó: l'antisemitisme. Els jueus d'Europa eren un grup molt heterogeni que va ser estereotipat i associat a les calamitats de la crisi econòmica de postguerra (1929). L'arribada al poder del Partit Nazi (NSDAP) en les eleccions alemanyes de 1933 inicia les polítiques racials i de persecució contra els jueus.
L'inici de la Segona Guerra Mundial amb l'ocupació de Polònia (1 de setembre de 1939) estén aquestes polítiques en els territoris ocupats pels nazis i la Conferència de Wannsee (20 de gener de 1942) planifica les formes d'extermini en massa dels jueus i altres. Les conseqüències de la Xoà i de l'Holocaust en general han estat moltes: canvis en el pensament polític, els moviments artístics, en la justícia a escala internacional, en les relacions entre països, en el pensament filosòfic... Des del descobriment per part de l'opinió pública internacional dels camps de l'horror, la humanitat no es veu d'igual manera a si mateixa.